# Nathanael Pringsheim
Nathanael Pringsheim, född 30 november 1823 i Gorzów Śląski (dåvarande Oberschlesien), död 6 oktober 1894 i Berlin, var en tysk botaniker.
Pringsheim vistades för studier dels i Paris och London samt vid flera universitet i Tyskland, dessutom vid kusterna av Atlanten och Medelhavet. Han blev docent i Berlin 1851 och professor i Jena 1864. Pringsheim var dock mindre anlagd för lärar- än forskarversamhet och återvände som privatman till Berlin 1868. Han uppsatte 1857 tidskriften "Jahrbücher für wissenschaftliche Botanik", som alltifrån början hade det högsta vetenskapliga anseende, och stiftade 1882 "Deutsche botanische Gesellschaft", till vars president han årligen återvaldes under hela sin livstid. Pringsheims botaniska arbeten intar samtliga en mycket hög plats inom vetenskapen. De flesta avhandlar algernas byggnad och utvecklingsförlopp, och i nästan varje nytt arbete presenterade Pringsheim någon överraskande upptäckt.
Efter 1874 ägnade Pringsheim mera intresse åt växternas kemiska och fysikaliska särdrag och utgav en följd av arbeten under titeln Untersuchungen über das Chlorophyll (1874-87).
Pringsheim blev 1860 ledamot av Preussiska vetenskapsakademin och invaldes 1877 som utländsk ledamot av Kungliga Vetenskapsakademien.

## Verk (urval)
- Befruchtung, Keimung und Generationswechsel der Algen (1855-57)
- Beiträge zur Morphologie und Systematik der Algen (1857)
- Dauerschwärmer des Wassernetzes (1861)
- Beiträge zur Morphologie der Meeresalgen (1862)
- Zur Morphologie der Salvinia natans (1863)
- Untersuchungen über die Vorkeime der Gharen (1863)
- Über die Paarung der Schwärmsporen (1869)
- Die geschlechtlosen Schwärmer und die männlichen Pflanzen von Bryopsis (1871)
- Über den Gang der morphologischen Differenzierung in der Sphacelaria-Reihe (l813)
- Generationswechsel der Thallophyten (1876)
- Befruchtungsakt von Achlya und Saprolegnia (1882)